# 八路军驻新疆办事处旧址
八路军驻新疆办事处旧址是抗日战争时期八路军驻新疆省办事处的所在地，八路军驻新疆办事处纪念馆也坐落于此，位于中华人民共和国新疆维吾尔自治区乌鲁木齐市天山区胜利路392号。现由乌鲁木齐市博物馆（乌鲁木齐市革命历史纪念地管理中心）管理。八路军驻新疆办事处旧址是全国重点文物保护单位、全国爱国主义教育示范基地、国家级抗战纪念设施、遗址、中国20世纪建筑遗产。

## 历史

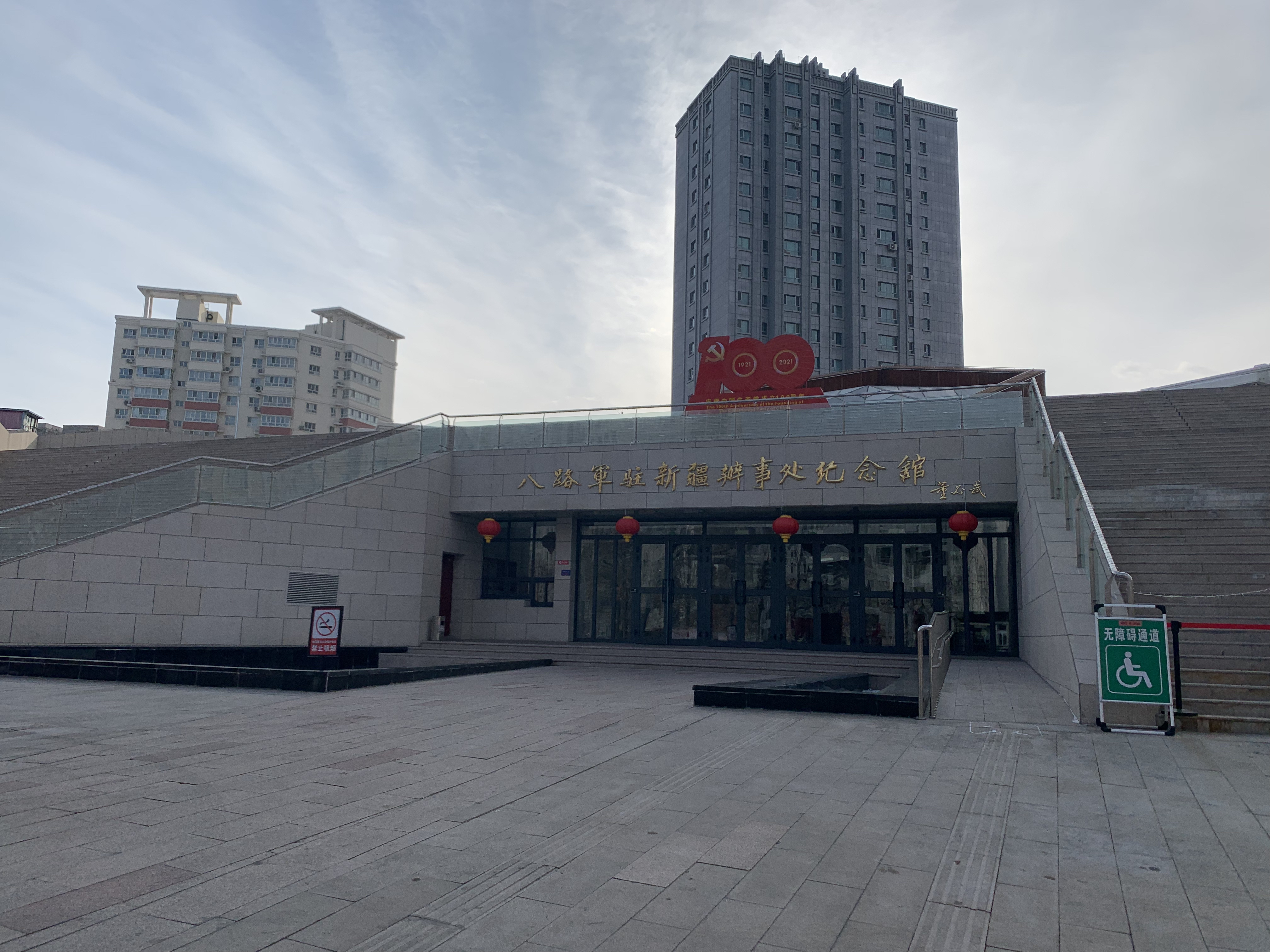
2020年代新修建的八路军驻新疆办事处纪念馆

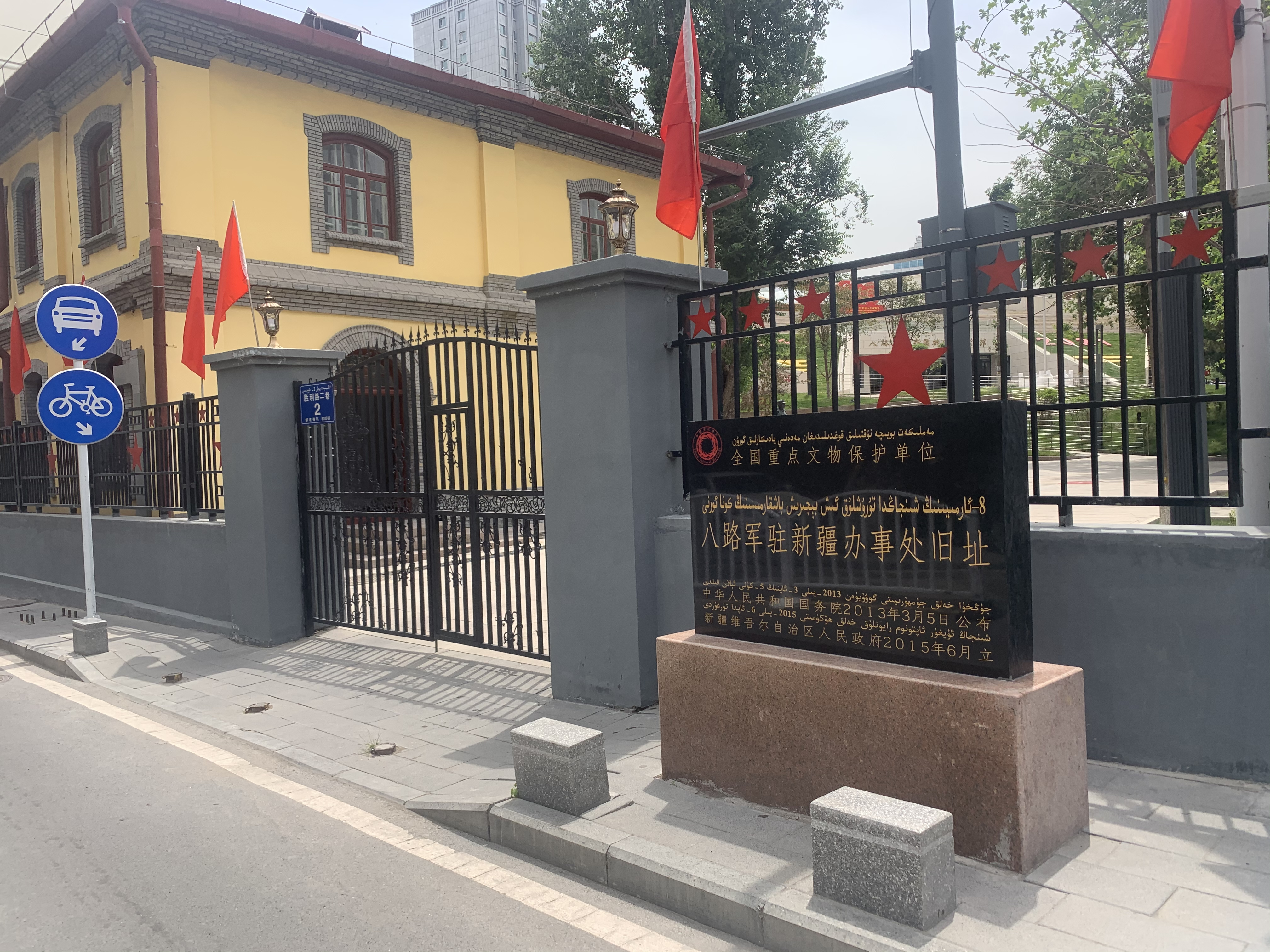
八路军驻新疆办事处旧址文保碑

### 八路軍駐新疆辦事處的沿革
1937年5月，李卓然，李先念率中国工农红军西路军左支队的400余人进入軍閥盛世才領導的新疆。该部后改编为中国工农红军西路军总支队，并对外称“新兵营”。1937年9月，中共中央政治局候补委员邓发从苏联回国途径新疆，他后来接替陈云，成为中国共产党驻新疆代表。10月，周小舟代表八路军前往新疆。陈云、滕代远、周小舟等人在经得盛世才同意后，在迪化（今乌鲁木齐市）正式成立八路军驻新疆办事处，并对外称“南梁第三招待所”。八路军驻新疆办事处的工作由中国共产党驻新疆代表主持，其中第一任代表为陈云、滕代远（1937年4月-1937年12月），第二任代表为邓发（1938年1月-1939年9月），第三任代表为陈潭秋（1939年6月-1943年9月）。八路军驻新疆办事处的工作人员除了来自于新兵营，也包括往返于延安和莫斯科时决定留疆学习和工作的中国共产党干部。这些人在新疆军队、新闻、教育、财政等部门任职。中国共产党党员在新疆各地任职期间，先后进行了改革新疆币制、开办《新疆日报》、组织各新疆文化促进会开展抗日救亡运动、训练航空队、中转西北国际交通线上物资等工作。周恩来、王稼祥等人先后在此驻留。
盛世才治疆后期开始反苏反共，与中共、苏共决裂。1942年上半年以“另有任用”为由，将中共在新疆各地的工作人员调回迪化，并将这些人员集中在八路军驻新疆办事处等地。9月，又因“容易保护与免被国民党发觉”，将办事处所有工作人员转移至八梁户招待所（如今跃进街一带）。同时，陈潭秋、毛泽民、林基路等办事处领导人或重要人物也遭到软禁，至此，八路军驻新疆办事处停止工作。

### 历任八路军驻新疆代表
- 陈云，1937年4月由苏联到达迪化。1937年11月调回延安。
- 滕代远，1937年4月由苏联到达迪化。1937年12月调回延安。
- 邓发，1937年9月由苏联到达迪化。1939年11月调回延安。
- 陈潭秋，1939年5月由苏联到达迪化。1942年9月17日被盛世才逮捕入狱。1943年9月27日被盛世才秘密杀害。

### 設立纪念馆
1961年5月，新疆维吾尔自治区人民委员会批准建立乌鲁木齐市革命烈士纪念馆，并将纪念馆设置在八路军驻新疆办事处旧址内。1962年，八路军驻新疆办事处被修复。同年7月，八路军驻新疆办事处旧址被乌鲁木齐市人民政府列为新疆维吾尔自治区文物保护单位。1963年9月在陈潭秋、毛泽民、林基路等共产党员牺牲20周年纪念日，革命烈士纪念馆正式对外开放。1965年10月革命烈士纪念馆更名为八路军驻新疆办事处纪念馆，并进行大规模修缮工作。1975年，因文化大革命而中断开放的纪念馆重新开放。
1988年，在第二次文物普查中被调查及建档。1991年，再次进行了旧址的修缮工作。2005年，在八路军驻新疆办事处纪念馆、毛泽民故居纪念馆、中国工农红军西路军总支队纪念馆的基础上，“乌鲁木齐市革命历史纪念地管理中心”挂牌成立（与乌鲁木齐市博物馆实行一个机构两块牌子）。这一年由自治区和乌鲁木齐市两级政府共同出资，对八路军驻新疆办事处纪念馆的展览进行了更新。2013年，八路军驻新疆办事处被录入为第七批全国重点文物保护单位。2009年，中宣部公布第四批全国爱国主义教育示范基地名单中有八路军驻新疆办事处纪念馆。2015年，八路军驻新疆办事处被录入为第二批国家级抗战纪念设施、遗址名录。2021年，被列为第一批新疆革命文物名录。同年，八路军驻新疆办事处纪念馆新馆建成并对外开放。2024年，八路军驻新疆办事处旧址入选第九批中国20世纪建筑遗产推介项目。
八路军驻新疆办事处纪念馆建馆以来，邓颖超、董必武、杨尚昆、陈慕华、伍修权、第十世班禅额尔德尼、乌兰夫、黄火青等人先后参观纪念馆，1974年，时任中华人民共和国副主席董必武为八路军驻新疆办事处纪念馆题写馆名。

## 建筑
现存八路军驻新疆办事处旧址原为塔城专员赵德寿所建的私人住宅，赵德寿亲自设计了这栋小楼，小楼始建于1928年，并于1933年完工。1937年，赵德寿被盛世才逮捕，此楼也被没收，并被改为新疆边防督办公署第二招待所。1938年，此楼划归中国共产党新疆代表专用，八路军驻新疆办事处便设立于此。抗日战争期间，八路军驻新疆办事处规模远比现存面积大，除了二层主楼外，还包括北面的附属房、东侧的办事处住房、厨房及招待所建筑，办事处拥有的运输车队、物资仓库和马房位于办事处北端。20世纪90年代后期，乌鲁木齐市旧城改造的速度加快，很多建筑被拆除他用。
现存的二层主楼是建筑面积504平方米的二层土木结构黄色小楼，和同时期乌鲁木齐其他建筑一样为铁皮屋顶，屋顶为红色，建筑有青砖压檐砌腰，东南侧的楼顶有亭台。除了建筑内的楼梯，在建筑南侧有直达楼顶的楼梯。房屋内为木质地板和楼梯，并配有俄罗斯风格的壁炉。院内种植有10余棵白杨，另外也有杏树、松树、白蜡等。房屋基础、墙体保存较好，地面、门窗等的材质和样式并未改变。旧址建筑每年会进行维护工作，每隔数年也进行大规模修缮和粉刷。
2019年起，由中国中建设计集团有限公司设计，中建三局承建的八路军驻新疆办事处纪念馆新馆开始动工，并于2021年建成并投入使用。新馆是占地超过5000平方米的钢筋混凝土框架结构建筑。建筑高度10余米，分为地下一层和地上两层。其建筑屋顶有一处红色五星。新馆的展览面积为1280平方米，展线长度170米，分为8个展区，除了序厅和尾厅外，每个展区的主题分别是红色起点、星火西进、共赴国难、巩固后方、忠贞不屈、星火相传。展览内容包括抗日战争时期，中国共产党在新疆的活动及陈潭秋、毛泽民、林基路等烈士的事迹、遗物展览。八路军驻新疆办事处纪念馆馆藏4000件文物，其中16件为国家一级文物，展出形式包括照片、烈士遗著、档案文献、手稿、杂志、诗词等。

## 展览
| - 八路军驻新疆办事处旧址大门 - 八路军驻新疆办事处陈列展厅 - 八路军驻新疆办事处陈列展部分展品 - 八路军驻新疆办事处陈列展关于财政部分的展品 - 八路军驻新疆办事处陈列展内关于教育的展区 - 八路军驻新疆办事处陈列展内《新疆日报》等展品 |